# جو لوري جونيور
جو لوري جونيور (بالإنجليزية: Joe Laurie, Jr.)‏ هو مقدم برامج إذاعية أمريكي، ولد في 24 فبراير 1892، وتوفي في 29 أبريل 1954.

## وصلات خارجية
- جو لوري جونيور على موقع IMDb (الإنجليزية)
- جو لوري جونيور على موقع قاعدة بيانات برودواي على الإنترنت (الإنجليزية)
- جو لوري جونيور على موقع قاعدة بيانات الفيلم (الإنجليزية)